# Marcantonio De Beaumont Bonelli
Marcantonio De Beaumont Bonelli (Napoli, 30 agosto 1890 – ...) è stato un velista italiano.
Rappresentò l'Italia nella categoria 8 metri  di vela ai Giochi della IX Olimpiade che si tennero dal 2 al 9 agosto 1928 a Amsterdam.  L'equipaggio era composta, oltre che da De Beaumont Bonelli, da Francesco Giovanelli, il timoniere, Edoardo Moscatelli, Carlo Alberto D'Albertis, Mario Bruzzone e Guido Giovanelli ed ottenne, a bordo della Bamba il quarto posto finale della  competizione categoria 8 metri.

## Fonti
- (EN) Marcantonio De Beaumont Bonelli Bio, Stats, and Results, in Olympic Sports, Sports-Reference.com. URL consultato il 6 marzo 2015 (archiviato dall'url originale il 18 aprile 2020).